# Пролив Курочкина
Пролив Курочкина — судоходный пролив в Пясинском заливе Карского моря, южнее островов Арктического института. Отделяет остров Моржово, входящий в состав Каменных островов, от Берега Петра Чичагова полуострова Таймыр. Ширина — от 11 до 20 км. Большую часть года покрыт льдом.
К югу от пролива расположена бухта Макарова и несколько зимовок.
Пролив находится в акватории Красноярского края. Назван в честь морехода Кондратия Курочкина, который в 1610 году возглавил (вместе с Осипом Шепуновым) поход торговцев из Туруханска до устья Пясины.